# Popelka Biliánová
Popelka Bilianová (27. ledna 1862, Králův Dvůr – 7. března 1941, Praha), rozená Maria Popelková, byla česká vlastenecká spisovatelka, dramatička a publicistka, autorka řady sentimentálních próz, osvětová pracovnice v ženském hnutí, jedna ze zakladatelek českého dívčího skautingu.

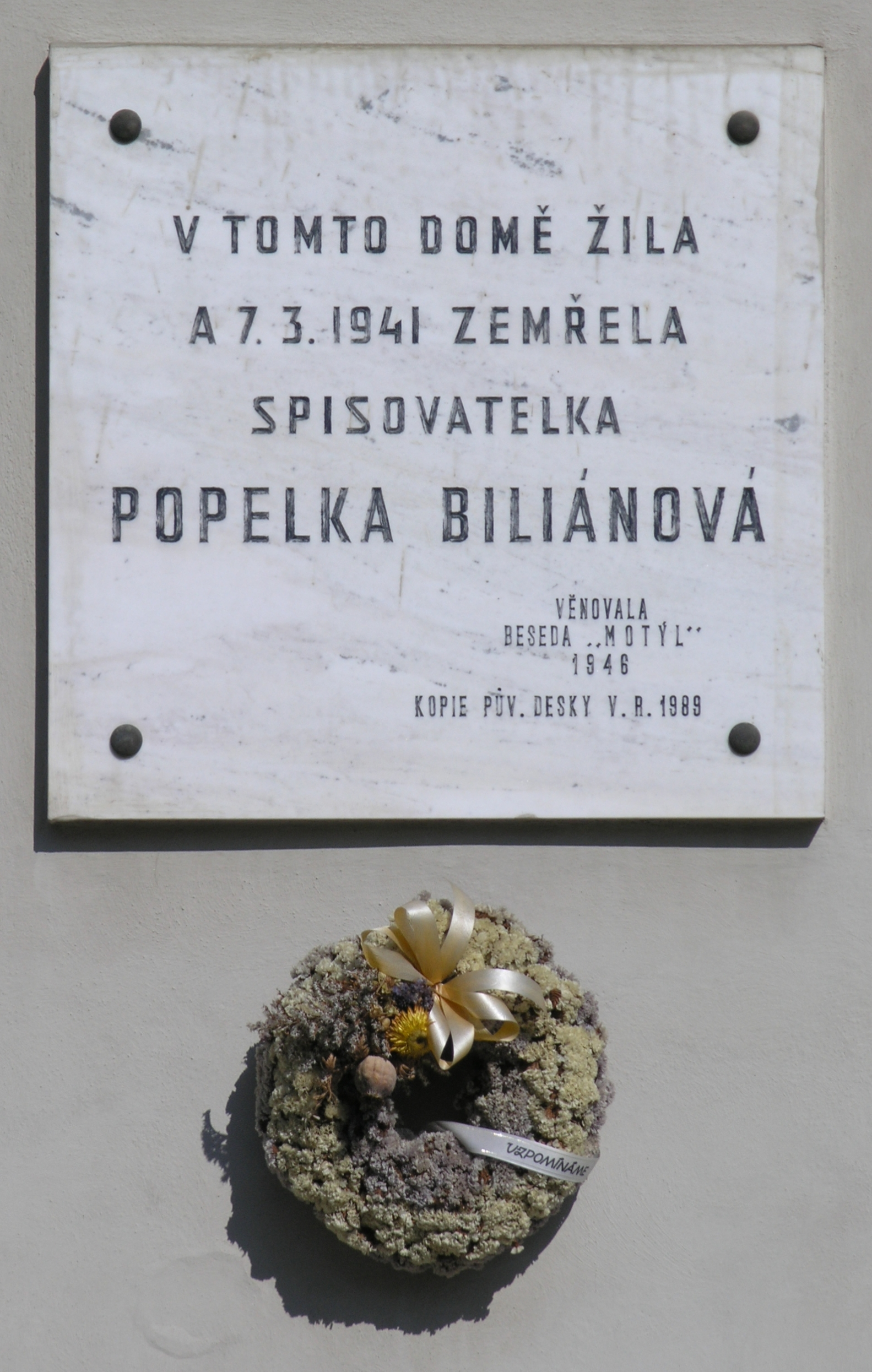
Pamětní deska na vyšehradském domku, kde autorka dlouho žila a zemřela

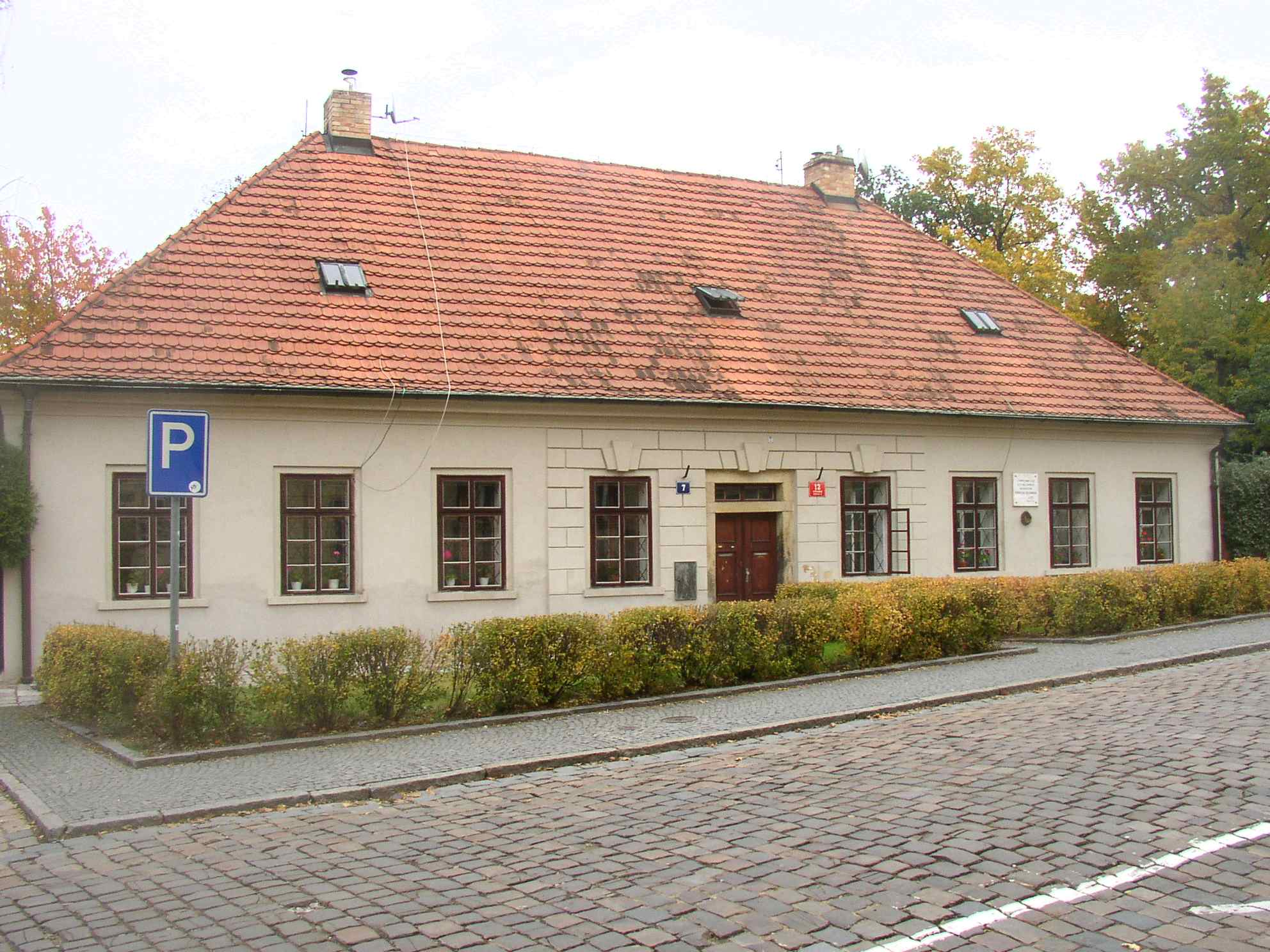
Domek výběrčího mýta a potravní daně na pražském Vyšehradě, postavený roku 1841. Od 90. let 19. století až do své smrti roku 1941 v něm žila spisovatelka a sběratelka místních pověstí Popelka Biliánová

## Život
Narodila se roku 1862 v Králově Dvoře u Berouna jako Maria, dcera kupce Václava Popelky (1826–1901) a Marie, rozené Čtvrtníkové (1827–1907). V Počaplích u Berouna absolvovala dvoutřídní obecnou školu. Její otec invaliditou ztrácel živnost. Když bylo Marii patnáct let, přišla rodina o majetek a roku 1878 se přestěhovala do Prahy, kde se otec stal domovníkem a prodavačem, starší syn František (1863) se vyučil pekařem a mladší Karel (1870) studoval v Králově Dvoře. Marie chtěla studovat na Učitelském ústavu, nebyla však přijata kvůli slabému zraku. Působila tedy jako vychovatelka, od svého strýce si půjčovala knihy českých buditelů. Dostalo se jí zvláštního privilegia – směla navštěvovat některé přednášky na Filozofické fakultě Karlovy univerzity, kde mezi studenty byla jediná dívka.
Proslula vlasteneckým a sociálním cítěním, jež projevovala spolkovou prací, organizační a charitativní činností. Například roku 1888 byla evidována jako agentka Ústřední matice školské. Pořádala výlety dětí po českých historických místech, organizovala sbírky šatstva, bot a hraček pro chudé české děti, především z německojazyčného pohraničí. Jako první v Čechách použila skautské zásady při založení dívčí osady v Chotouni, kde od roku 1912 organizovala pro dívky prázdninové osady. Oproti svým mladším kolegyním, např. Vlastě Koseové, však nechtěla dívkám nabízet stejné nebo podobné činnosti jako skautům-chlapcům, a tak se postupně s hlavním proudem českého dívčího skautingu rozešla. Pracovala také pro Ústřední spolek českých žen, kde se vedle kurzů šití a vaření konaly také přednášky o emancipaci žen a o jejich vzdělání. Stala se tak v období před první světovou válkou jednou z hlavních představitelek českého ženského emancipačního hnutí.
Díky této své činnosti se seznámila s nedostudovaným právníkem Arnoštem Bilianem (5. 4. 1863), za něhož se roku 1892 provdala. Po uzavření sňatku se odstěhovala s manželem na Vyšehrad do domku výběrčího mýta a potravní daně, kde žila až do své smrti (na tomto domě se dodnes nachází její pamětní deska). Se svým manželem měla čtyři děti (Zdebora Biliána – nedožil se jednoho roku, Zoru Mičevovou-Biliánovou, Květuši Biliánovou a RNDr. Zlatka Biliána), kterým umožnila získat vysokoškolské vzdělání, přestože její manžel roku 1918 spáchal kvůli depresím sebevraždu. Aby mohly děti studovat na vysoké škole, přivydělávala si psaním různých fejetonů a článků do novin a časopisů a také tvorbou nenáročných příběhů pro dívky, které lze zařadit do červené knihovny.
Ve své literární tvorbě čerpala z tradice historické prózy a lidového čtení. Psala básně s mytologickými náměty, různé črty, humoresky, povídky, romány i divadelní hry. Sbírala pražské, zejména vyšehradské pověsti a literárně je upravovala. Zájem o folklór ji vedl i k zaznamenávání dětských her a lidových zvyků z různých ročních dob.
Ve stáří se její problémy se zrakem výrazně zhoršily. Nakonec dostala šedý zákal a po operaci oslepla úplně. Zemřela roku 1941 v Praze v domku na Vyšehradě.

## Dílo
- Z našich zkazek (1891), kniha veršů
- Všem ke štěstí (1901), povídka
- Při osmi dětech (1903), povídka
- Dětské hry kolové (1904), zaznamenané dětské hry
- Z tajů pražských pověstí (1904, 1905), společně s Karlem Chalupou, dva díly
- Pověsti vyšehradské (1905), pověsti autorkou zaznamenané nesahají sice dále než k počátku 19. století a ne všechny jsou opravdu lidového původu, přesto tvoří nedílnou součást pražské mytologie
- Hra s panenkou (1905), zaznamenané dětské hry
- O dívčím skautingu (1914)
- Do panského stavu (1907, rozšířeno 1916, definitivně 1920 v šesti svazcích), humoristický román o chudé rodině Kráčmerových, která vyhrála dva milióny v loterii a dostala se tak do lepší společnosti. Matka Kráčmerka se však jen těžce vpravuje do role vznešené paní domácí, protože je to v hloubi srdce stále prostá zelinářka se zlatým srdcem a panské móresy jsou jí z duše protivné
- Z letního bytu (1915), divadelní hra pro mládež
- Kocour v pensionátě (1915), divadelní hra pro mládež
- Vyšehradský vodník (1915), divadelní hra pro mládež
- Barborka (1915), divadelní hra pro mládež podle staročeského bájeslovného námětu
- Pod selský krov (1921–1922), čtyřdílný román z vesnického prostředí
- Mánina s Bábinou (1922), povídka
- Po cestičkách k oltáři (1922), sbírka povídek
- Paní Katinka z Vaječného trhu (1924), humoristický román o trhovkyni Katynce
- Ze zápisků domácího šotka (1922), sbírka povídek
- Šotkova žeň (1922), sbírka povídek

### Pseudonymy
Svá díla publikovala také pod pseudonymy: Jan Bílý, Jan Černý, Vyšehradská. Rovněž její vlastní jméno se vyskytuje v různých variantách: Mařenka Popelková, Popelka M. Biliánová i Bilianová.

### Filmové adaptace
- Do panského stavu (1925), němý film, režie Karel Anton, v hlavní roli Antonie Nedošinská
- V panském stavu (1927), němý film, režie Václav Kubásek, v hlavní roli Antonie Nedošinská, pokračování předcházejícího filmu
- Paní Katynka z Vaječného trhu (1927), němý film, režie Václav Kubásek, v hlavní roli Antonie Nedošinská
- Matka Kráčmerka, (1934), režie Vladimír Slavínský, v hlavní roli Antonie Nedošinská